# (13770) Commerson
(13770) Commerson ist ein Asteroid des Hauptgürtels, der am 20. September 1998 vom belgischen Astronomen Eric Walter Elst am La-Silla-Observatorium (IAU-Code 809) der Europäischen Südsternwarte in Chile entdeckt wurde.
Der Asteroid wurde am 19. September 2005 nach dem französischen Botaniker Philibert Commerson (1727–1773) benannt, der von 1766 bis 1768 Louis Antoine de Bougainville auf dessen Weltumsegelung begleitete.